# Juan Max Boettner
Juan Max Boettner Gautier (Asunción, 26 de mayo de 1899 - id. 3 de julio de 1958) fue un médico y compositor musical paraguayo.

## Biografía
Nació en Asunción el 26 de mayo de 1899. Hijo del alemán Alfred Boettner y de la pobladora francesa María Victoria Gautier. Muy niño fue enviado a Alemania a realizar su preparación primaria y secundaria. Estudió Medicina en las Universidades de Jena, Hamburgo y posteriormente en Buenos Aires donde estudió música con Ernesto Drangosch y concluyó su carrera médica en 1926.
Casado con doña Gilda Vierci. Hijo único del matrimonio fue el médico del mismo nombre, Juan Max.
Falleció en Asunción el 3 de julio de 1958.

### Medicina
Dotado de inteligencia aguda y de intensa sensibilidad espiritual, estos atributos le permitieron destacarse en su vida profesional. Comenzó su actividad médica como catedrático de Enfermedades Infecciosas en la Facultad de Medicina e interno del Hospital Muñiz de Buenos Aires.
En 1929 se estableció en Asunción, con la intención de dedicarse por completo a su especialidad de tisiólogo, en la época que la tisis causaba estragos en la población por el alto índice de contaminación, la falta de drogas específicas y el uso muy restringido de los novedosos Rayos X.
La campaña antituberculosa tuvo un gran impulso bajo su liderazgo. Inicialmente fue director del Dispensario de Tuberculosis. Poco después ejerció como director de la Lucha Antituberculosa, convertida con el tiempo en un departamento del Ministerio de Salud Pública.
Fue profesor destacado en la Facultad de Medicina de Asunción en la cátedra de Tisiología hasta 1941.
Apenas establecido en Paraguay publicó una serie de valiosos estudios sobre temas médicos. En 1930 dio a conocer su tratado sobre Evolución de la Tuberculosis, Estudio de la Columna Vertebral, Malformaciones congénitas bronco-pulmonares, Patología respiratoria, Manual de Tisiología en 1939; La Silicosis en Paraguay, Etimología griega y latina para el uso médico en 1945.
En 1945 se inauguró el Sanatorio Bella Vista, construido por impulso del profesor Boettner, y destinado a la atención de enfermos pulmonares. En esta institución se formaron docenas de renombrados especialistas dedicados a la clínica y a la cirugía de tórax. En la actualidad el citado nosocomio ubicado en la calle Venezuela de Asunción, lleva el nombre de Hospital Juan Max Boettner.
Fue fundador y primer presidente del Círculo Paraguayo de Médicos.
En el comienzo de la guerra del Chaco se presentó voluntariamente a ofrecer sus servicios a la patria. Incorporado a la Sanidad Militar con el grado de teniente 2º se hizo cargo de la Sección de Rayos X del antiguo Hospital Militar de Asunción. Trasladado al frente, actuó en Isla Poí, donde fue ascendido a teniente 2º. Posteriormente prestó servicios en el 2º Cuerpo de Ejército en el fortín Camacho, actual ciudad Mariscal Estigarribia. En 1935 era capitán de Sanidad como allegado al Comanchaco.
Justo Pastor Benítez destacaba en 1947, los nombres de los doctores Juan Max y Ricardo Boettner entre los científicos de la nueva generación que han sobresalido por sus trabajos y por la meritoria dedicación a la docencia.

### Música
Su nombre adquirió aún mayor relevancia cuando se dieron a conocer sus primeros arreglos musicales. Revelado como pianista consumado y avezado compositor a vuelo de pluma, dejó muestras de su fina interpretación de la música nacional folklórica y clásica. 
Su obra musical fue profusa y rica en motivaciones. Entre otras compuso en 1957, Himno Nacional, Danzas Tradicionales del Paraguay y Música y músicos del Paraguay y una obra didáctica llamada Cómo reconocer el estilo y el autor de una obra musical, Villancicos para Navidad, Suite guaraní, Kyjó, Canciones infantiles, Fantasía esclava, Sinfonía en mi menor, El alma del inca, Yrendagüé, Sinfonía paraguaya, Canciones folklóricas paraguayas.